# Chiến lược răn đe

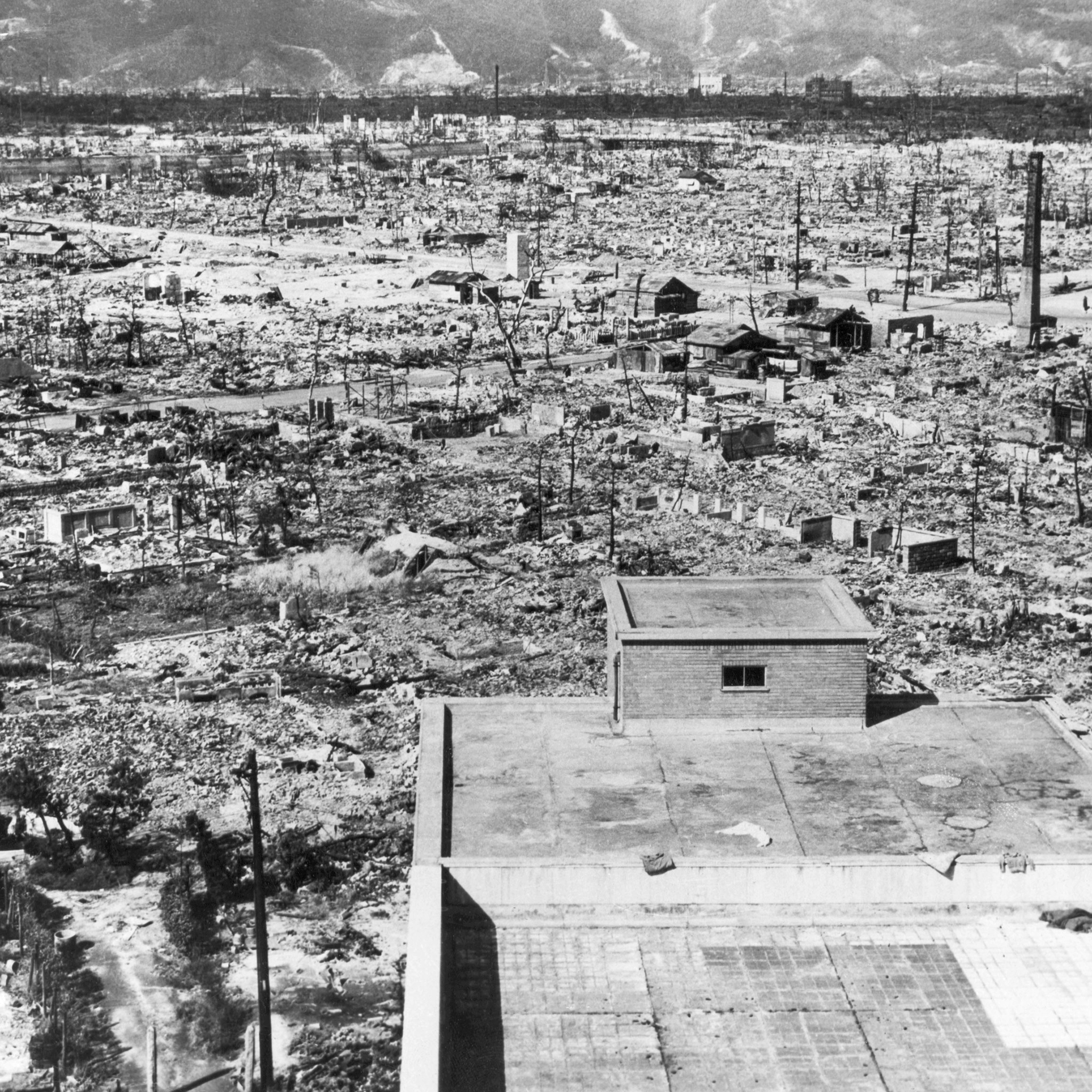
Toàn cảnh Hirosima bị Hoa Kỳ thả bom nguyên tử, một hình thức răn đe của Hoa Kỳ đối với Nhật Bản trong Thế chiến 2

Chiến lược răn đe là một kiểu chiến lược quân sự, trong đó một bên dựa trên những nền tảng sức mạnh của mình buộc đối phương phải khiếp sợ và từ bỏ vũ trang về tinh thần. Từ đó phục tùng sự điều khiển của sức mạnh từ bên ngoài, làm cho đối phương phải thay đổi hành vi.

## Răn đe
Ngay từ thời xưa, Tôn Tử đã đề xướng ra sách lược "bất chiến nhi khuất nhân" (không đánh nhưng khuất phục được người khác) trong việc khéo dùng binh sĩ (Binh pháp Tôn Tử). Theo Tôn Tử thì trong chiến tranh, biện pháp tốt nhất là không hề sử dụng vũ lực mà lại luôn làm cho quân địch khuất phục mình.

## Hoa Kỳ
Hoa Kỳ là một trong những quốc gia nhiều lần sử dụng chiến lược này. Lý luận răn đe của Hoa Kỳ không phải là sự răn đe quân sự thông thường, mà là sự răn đe hạt nhân, dựa vào sức mạnh hạt nhân của mình để răn đe các quốc gia khác. Như theo Ronald Reagan thì "răn đe là làm cho mọi kẻ thù âm mưu tấn công Mỹ hay các đồng minh của Mỹ hoặc làm phương hại đến lợi ích thiết thân của Mỹ hiểu rõ rằng sự nguy hiểm mà họ phải gánh chịu vượt xa lợi ích mà họ giành được".
Còn theo Henry Kissinger thì chiến lược răn đe của Hoa Kỳ muốn thực hiện được thì phải hội đủ 3 yếu tố:
- Phải có sức mạnh;
- Phải có quyết tâm sử dụng sức mạnh đó;
- Làm cho đối phương hiểu được hai điều trên.